# بهانواري ديفي
بهانواري ديفي (بالإنجليزية: Bhanwari Devi murder case)‏‏ ( - 2011) قابلة، وممرضة هندية.